# Свинчатка
Свинча́тка (каз. Свинчатка) — село у складі Улькен-Наринського району Східноказахстанської області Казахстану. Входить до складу Улькен-Наринського сільського округу.
Населення — 67 осіб (2021; 130 у 2009, 498 у 1999, 392 у 1989).
Національний склад станом на 1989 рік:
- казахи — 48 %
- росіяни — 44 %